# Болеслав Бытомский
Болеслав Бытомский (пол. Bolesław bytomski, нем. Boleslaus von Beuthen und Cosel; ок. 1332—1355) — князь Бытомский (1352—1355) и Козленский (1352—1355). Последний мужской представитель бытомский линии Силезских Пястов.

## Биография
Единственный сын князя Владислава Бытомского (1277/1283 — 1352) от второго брака с принцессой Лудгардой Мекленбургской (1316—1362/1369). Между 1342 и 1347 годами, после смерти своего старшего сводного брата Казимира, Болеслав получил отца во владение Козленское княжество.
В 1352 году после смерти своего отца, князя Владислава Бытомского, Болеслав Бытомский унаследовал и Бытомское княжество. В 1354 году Болеслав Бытомский отправился в Италию в составе свиты чешского и германского короля Карла IV Люксембургского для коронации в качестве императора Священной Римской империи. Во время этой поездки Болеслав скончался при неизвестных обстоятельствах между 4 октября и 15 декабря 1355 года. Он был похоронен в кафедральном соборе города Венцоне (его красиво украшенный надгробный памятник был разрушен во время землетрясения в 1976 году, но позднее был восстановлен).

## Семья
В феврале 1347 года князь Болеслав Бытомский женился на Маргарите (Малгоржате) из Штернберка (ум. после 1365), дочери богатого моравского магната Ярослава из Штернберка. В приданое Болеслав получил 60 коп пражских грошей. Супруги имели троих дочерей:
- Елизавета Бытомская (1347/1350 — после 1373), жена с 1360/1363 года Пшемыслава Носака, князя Цешинского (1332/1336 — 1410)
- Евфимия Бытомская (1350/1352 — 1411), 1-й муж с 1364 года князь Вацлав Немодлинский (ум. 1369), 2-й муж с 1369/1370 года Болеслав III, князь Зембицкий (1344/1348 — 1410)
- Болька Бытомская[пол.] (1351/1355 — 1427/1428), аббатиса в Тшебнице (с 1405 года).

После смерти князя Болеслава прервалась бытомская мужская линия династии Силезских Пястов. Согласно его завещанию, Бытом получила во владение в качестве вдовьего удела его жена Маргарита из Штернберка. Однако вскоре начался спор за его наследство между его близкими родственниками. На основании договора, заключенного между его отцом Владиславом Бытомским и Чешским королевством, женщины могли унаследовать власть в княжестве в отсутствие наследников мужского пола. На Бытомское княжество стали претендовать князь Конрад I Олесницкий, муж Евфимии, старшей сводной сестры Болеслава, и Казимир I Цешинский (законный представитель дочерей Болеслава). В 1357 году Бытомское княжество было разделено на две части. Половина города Бытом и северная часть княжества досталась князьям Олесницким (Конрад I Олесницкий еще в 1355 году завладел Козленским княжеством), а князья Цешинские удержали вторую половину Бытомского княжества с половиной Бытома и городами Гливице, Тошек и Пысковице.